# 高野桂一
高野 桂一（たかの けいいち、1926年8月28日 - 2012年3月31日）は、学校経営を専門とする教育学者。九州大学名誉教授。

## 来歴
栃木県安蘇郡生まれ。別名・晃雨山。1951年東京文理科大学教育学科卒。1976年「学内規程に関する理論的・実証的研究 その形成過程と規範論理の分析を中心として」で東京教育大学教育学博士。秋田大学学芸学部助教授、東京都立教育研究所で『教育社会学研究』の編集に当たる。奈良学芸大学助教授、校名変更で奈良教育大学助教授、九州大学教育学部助教授、教授、1989年定年退官、名誉教授。同年早稲田大学客員教授に着任し、1997年退職。この間、日本教育経営学会大会実行委員長を担った。没後正四位。
学校経営の現代化・科学化を目指した研究で知られ、その一環として学校経営診断に関する研究成果を発表した。生徒規範の研究は研究者のみならず学校現場からの注目を集めた。九州大学の教育経営研究を確実なものに仕立て上げ、その流れは中留武昭に、そして八尾坂修に引き継がれていく。

## 著書
- 『学校経営の科学 人間関係と組織の分析』誠信書房 1961
- 『学校経営過程 その分析診断と経営技術』誠信書房 1963
- 『校長の指導助言過程』明治図書出版 1964
- 『教頭/教務・学年・教科主任の役割』明治図書出版 1967
- 『学校経営現代化の方法』明治図書出版 1970
- 『学校経営の科学化を志向する学校内部規程の研究 学校慣習法学試論』明治図書出版 1976
- 『高野桂一著作集・学校経営の科学』全7巻　明治図書出版　1980

第1巻 (基礎理論)
第2巻 (経営組織論)
第3巻 (経営過程論)
第4巻 (指導助言論)
第5巻 (人間関係論)
第6巻 (比較経営論)
第7巻 (経営法理論) 1980
- 『学校経営』協同出版 教育学選書 1982
- 『生徒規範の研究 生徒規則の法社会学的見方・考え方』ぎょうせい 1987
- 『学校経営研究夜話 実践の科学と信条を求めて』ぎょうせい 1991

### 共編著
- 『高校経営現代化の原理と方法』中留武昭共編 学事出版 1977
- 『講座日本の学力 15巻 学校経営』共著 日本標準 1979
- 『新学校経営基本用語辞典』編著 明治図書出版 1981
- 『現代の教育原理 学校の蘇生を求めて』共編 学術図書出版社 1983
- 『教育学研修講座 14 現代教師論』影山昇共編著 第一法規出版 1984
- 『実践学校経営診断 6 指導助言活動の診断』下村哲夫共編著　ぎょうせい 1988
- 『実践学校経営診断 8 学校と地域の連携の診断』宮地誠哉共編著　ぎょうせい 1988
- 『実践学校経営診断 5 校内研修の診断』中留武昭共編著　ぎょうせい 1988
- 『実践学校経営診断 3 教育課程・授業活動の診断』中村亨共編著　ぎょうせい 1988
- 『実践学校経営診断 2 組織と運営の診断』小島弘道共編著 ぎょうせい 1988
- 『実践学校経営診断 1 学校改革・改善と経営診断』編著 ぎょうせい 1988
- 『教育課程経営の理論と実際 新教育課程基準をふまえて』編著 教育開発研究所 1989
- 『実践学校経営診断 7 教職員の人間関係とモラールの診断』児島邦宏共編著 ぎょうせい 1989
- 『実践学校経営診断 4 生徒指導活動の診断』木原孝博共編著 ぎょうせい 1989
- 『学校経営のための法社会学 学校現場の「生ける法」を見直す』編著 ぎょうせい 1993

### 翻訳
- E.L.エドモンズ『現代校長学入門 イギリスの学校経営』学事出版 1978

## 論文
- Cinii